# Барановський Петро
Петро Барановський (22.08.1888, с. Балаклія Черкаського повіт, Київської губернії, тепер Смілянський район Черкаської обл. — після 31.10.1931 - дата смерті невідома) - український громадський, політични та військовий діяч.

## Біографія
Батьки походили з Васильківського повіту. Дитячі роки Петро Барановський провів у Черкаському та Васильківському повітах. Закінчив Таращанську міську школу з відзнакою І ст. (1900 — 1903) і Київську технічну школу (1903 — 1908). Навчався на комерційному відділі Київського комерційного інституту (1908 —05.1910). Потім закінчив школу прапорщиків (літо 1915).

У короткому описі життя написаному 24.11.1924 року зазначив наступне:
“Від Прилуцької військової залоги (на Полтавщині) був делегований на 1-ий з’їзд Рад робітничих, військових та селянських депутатів України. На з’їзді був обраним до Організаційного Бюро по боротьбі з анархією, яке провадило свою працю в контакті з Президією Центральної Ради та Командуючим українськими військами”. Навчався на кооперативному відділі Економічно-адміністративного інституту при Товаристві економістів (Київ, осінь 1918). Наприкінці січня 1919 р. евакуювався з державними установами з Києва. В 1921 р. був делегований депутатом до Ради Республіки від Селянсько-Соціалістичної партії, а на другу сесію — від загальних зборів членів Бюро Української Кооперації”. 

Був автором багатьох статей серед яких “Страхування як нова галузь кооперації” (“Подільська кооперація”, Кам’янець-Подільський, 1920). Також публікувався в “Літописі Української Революції”, у  книжці О. Доценка, Петро Барановський був автором доповіді Міністерству фінансів “у справі витрат Уряду У.Н.Р. на Галицькі справи”. Подав до “Літопису Української Революції” доповідь “у справі розрахунків Уряду У.Н.Р. з українською кооперацією”. Готував статтю “Хлібний мир” — “про економічні договори України з Центральними Державами в 1918 році та їх зреалізування”. Дійсний слухач кооперативного відділу економічно-кооперативного ф-ту (1925 — 1928). Диплом інженера-економіста здобув 31 жовтня 1931 року.
Подальша доля не відома.

## Громадська та політична діяльність
За час свого життя Петро Барановський був членом різних українських політичних й громадських організацій. Так він був членом Ради Української студентської громади Київського комерційного інституту, реєстратор і страховий агент Волинського губернаторського земства (05.1910 — 1.01.1915, м. Дубно, Кременець, Луцьк), членом Луцького повітового комітету опіки родинами офіцерів запасу і заступник голови міського комітету тієї ж організації, молодший старшина (08.1915) та командир (11.1918) 2-ї сотні 441-ї пішої Чернігівської дружини Південно-Західного фронту російської армії (до початку 1918), член Комітету захисту столиці та околиць (початок 1918 року), інструктор-статистик страхового департаменту Міністерства внутрішніх справ УНР (1.04.1918), секретарем страхової комісії Українського кооперативного комітету (09.1918).
Також Петро Барановський був членом Кирило-мефодіївського братства (1919), начальник канцелярії та голова редакційно-термінологічної частини Культурно-освітньої управи Генерального штабу Армії УНР (1919), в.о. Державного інспектора Окремого корпусу кордонної охорони (10.1919), член Кам’янецької районної ради Українського Національного Союзу (1920), член-секретар комісії з організації Подільського кооперативного страхового союзу (1920), інспектор Кам’янецького страхового бюро Українського кооперативного страхового союзу у Волинській і Подільській губернії (1920), начальник відділу статистичної частини Міністерства народного господарства УНР (1920).
Також він був членом Ради Республіки (1921), членом управи Тарнавської філії Бюро української кооперації (1921), членом Головної ради Українського селянсько-парламентського союзу (09.1921), в.о. члена фінансової комісії Міністерства фінансів (01.1922), в.о. директора кредитної канцелярії Міністерства фінансів (1922 — 20.11.1924), член фінансово-економічної комісії Ради Народних міністрів (09.1922), член Центрального правління Всеукраїнської спілки військових інвалідів (1923), член управи Тарновського відділу Українського Червоного Хреста та ревізійної комісії Товариства допомоги емігрантам.